# Donatisme

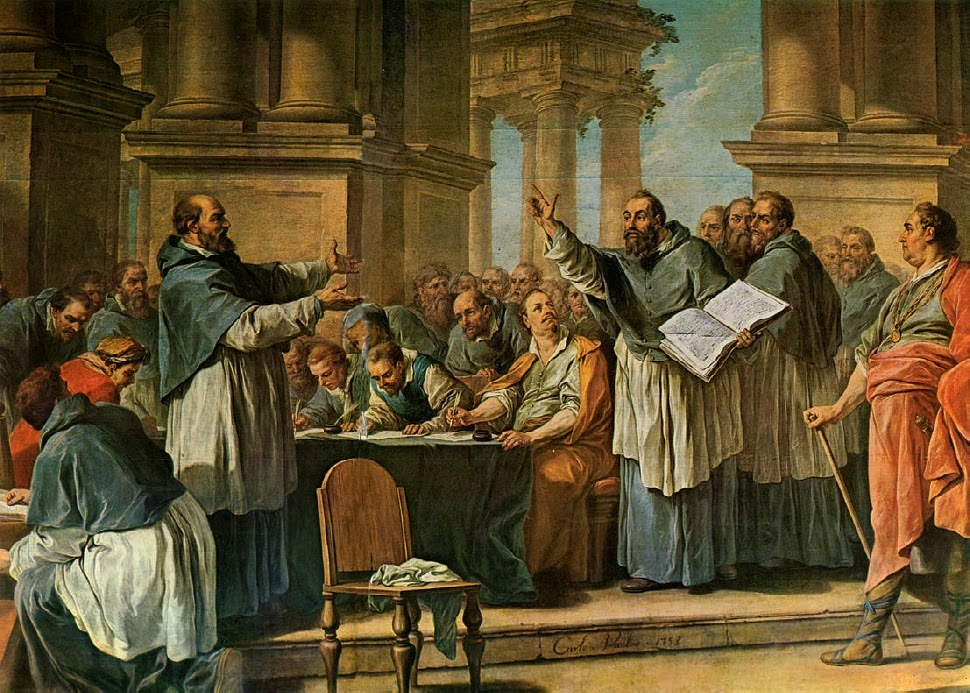
Augustinus in discussie met donatisten

Het donatisme was een schismatieke stroming in het vroege christendom. De stroming ontstond in het begin van de 4e eeuw in de Romeinse provincie Africa (het huidige Noord-Afrika), direct na de laatste grote christenvervolging onder keizer Diocletianus (284 - 305). Het donatisme is vernoemd naar Donatus de Grote, tegenbisschop van Carthago.
Toen de vervolging door Diocletianus over was, wilden veel christenen die eerst hun geloof verloochend hadden weer in de Rooms-Katholieke Kerk opgenomen worden; zij werden "traditores" genoemd. De donatisten waren voor een strenge handhaving van de excommunicatie en wilden deze afvalligen niet weer in de schoot van de Kerk opnemen. Een van de "traditores", Caecilianus, werd in 312 tot bisschop van Carthago benoemd. Degenen die de "traditores" wilden weren uit de kerk, kozen een tegenbisschop, Majorinus. Majorinus stierf echter kort na zijn wijding en Donatus de Grote werd in 313 aangewezen zijn plaats in te nemen en de strijd voort te zetten. Sindsdien werden de rigoristische aanhangers van de schismatische stroming "donatisten" genoemd.
De stroming ontwikkelde een eigen theologie, waarbij een terugkeer naar een eenvoudiger en Bijbelser geloofsgemeente werd voorgestaan, waarvoor een hervorming van de Kerk nodig was. Nadat al hun pogingen tot hervorming op niets waren uitgelopen, scheidden zij zich ten slotte definitief af van de katholieke gemeenschap. Constantijn de Grote deed moeite om de twee stromingen bij elkaar te brengen, vooral door het bijeenroepen van het Concilie van Arles dat in 314 werd gehouden. Dit mislukte, omdat de donatisten zich uitriepen tot gelovigen van de enige ware Kerk en de anderen tot leden van een valse kerk.
De donatisten onderscheidden zich van de rest van de Kerk door hun meer geestelijke gezindheid, die zich uitte in hun christelijke karakter en gedrag. Ze waren voorstanders van de scheiding tussen Kerk en Staat. Ondanks deze opvatting deden ze toch herhaaldelijk een beroep op de keizer. Volgens hen werd het wezen van de Kerk gevormd door geestelijk leven en niet door sacramenten. Deze opvatting stond tegenover de opvatting van de rest van de Kerk. Aurelius Augustinus heeft hen krachtig bestreden en de objectieve geldigheid van de sacramenten - niet afhankelijk van de bedienaar, maar van Christus – duidelijk gemaakt.
Aan het begin van de vierde eeuw hadden de donatisten veel invloed in de Noord-Afrikaanse Kerk. Het conflict was traumatisch en bleek ten slotte zelfdestructief. Toen in de 7e eeuw de islam Noord-Afrika bezette, liep, in tegenstelling met bijvoorbeeld Egypte en Groot-Syrië, de bevolking in snel tempo over naar de islam. Van het christelijke Noord-Afrika van kerkvaders als Tertullianus en Augustinus, bleef niets over.

## Het schisma

### Achtergrond
De achtergrond van de controverse was een golf van christenvervolging door de Romeinse keizer Diocletianus. Op een bepaald moment waren enkele kerkleiders - onwillig om gemarteld te worden of als martelaar te sterven - bereid om deel te nemen aan vormen van aanbidding van de goden van het antieke pantheon, die door christenen werden beschouwd als afgoden. Ook waren zij bereid kerkelijke boeken en eigendommen over te dragen aan de keizerlijke autoriteiten. Deze personen kwamen bekend te staan als “traditores” ("wie hadden overhandigd").
Een van deze "traditores" heette Caecilianus en keerde terug naar de Kerk toen de vervolging was gestopt en werd gewijd als bisschop van Carthago en "primaat van Africa". Degenen die altijd getrouw waren gebleven, weigerden de autoriteit van een dergelijk geestelijk leider te accepteren en zij schoven Majorinus naar voren als rivaliserend bisschop. Majorinus stierf echter kort na zijn wijding en Donatus werd aangewezen zijn plaats in te nemen en de strijd voort te zetten.

### Kern van het vraagstuk
Het schisma betrof de status van de "traditore" geestelijkheid. De donatisten stonden op het standpunt dat "traditores" niet opnieuw in de Kerk konden worden opgenomen zonder opnieuw gedoopt te worden en opnieuw gewijd te worden. Zij stelden dat de kerkelijke riten die door "traditores" werden uitgevoerd ongeldig waren. Personen die door hen waren gedoopt of gewijd zouden niet als zodanig erkend moeten worden door de Kerk. Deze standpunten worden rigorisme genoemd en zijn in lijn met de ideeën van Cyprianus, die als een martelaar stierf in een golf van vervolging, een halve eeuw eerder. De donatisten herdoopten katholieken die zich bij hen voegden.
De Roomse Kerk stond op het standpunt dat de ooit afvallige geestelijken de sacramenten wel mochten uitvoeren, als zij maar de richtlijnen van de Kerk hierin volgden. De sacramenten verloren hun waarde niet als bleek dat de bediener in het verleden fouten had gemaakt.
Tijdens zijn ongeveer 40-jarige ambtsperiode zag Donatus een sterke groei van de donatistische christelijke sekte (op enig moment bijna even groot als de Roomse Kerk), maar hij vocht vergeefs voor erkenning bij de Roomse vleugel als legitieme primaat van Africa. Deze strijd mislukte omdat het de donatisten niet lukte op een aantal kerkvergaderingen te bewijzen dat Caecilianus een "traditor" was of dat zijn wijding ongeldig was omdat hij was gewijd door de "traditor" bisschop Felix van Aptunga. De kwestie lag ingewikkeld, want niet alleen werden sommige rooms-katholieke bisschoppen ervan verdacht "traditores" te zijn, zelfs enkele donatistische bisschoppen werden van hetzelfde verdacht, in schrille tegenspraak met de basisleerstelling van hun sekte. Bisschoppen die verdacht waren, weigerden zich tegen de aanklachten te verdedigen.

### Ontwikkeling van de sekte
Donatus slaagde erin de donatistische sekte te laten groeien ondanks het feit dat het hem niet lukte Caecilianus uit zijn ambt te laten zetten. Caecilianus was namelijk zeer onpopulair, net als het Roomse bestuur, vooral onder de landelijke bevolking. Donatistische priesters en bisschoppen stonden dicht bij deze landelijke bevolking, hoofdzakelijk Berberse en Punische boeren. De meeste donatistische geestelijken spraken naast Latijn ook de streektalen Libisch en Punisch, terwijl de Roomse geestelijken alleen Latijn spraken.
Tijdens de vervolging onder Diocletianus werden veel christenen gevangengenomen, van wie enkelen vrijwillig martelaar werden. Deze mensen beweerden ten onrechte dat zij in het bezit waren van kerkelijke bezittingen en dat zij deze weigerden af te geven. De toenmalige bisschop van Carthago Mensurius was hiervan groot tegenstander en beschouwde het als fanatisme. Hij zond zijn aartsdeken Caecilianus naar de gevangenis om de militante menigte die zich daar had verzameld om de vrijwillige martelaren te steunen met geweld te verdrijven. Hierdoor kreeg Caecilianus veel uitgesproken vijanden in Carthago.

## Donatisme na Donatus
De Circumcelliones waren groepen nomadische anti-Rome rebellen, Punisch-sprekende bandieten uit de onderkant van de samenleving die het donatisme steunden en soms werden geleid door donatistische geestelijken. Zij waren echter gewelddadig en vielen Romeinse landheren en kolonisten aan en verdeelden de buit die door de arme boeren, de oorspronkelijke inwoners, was opgebouwd. Doordat zij de donatisten steunden, werden deze met hen geïdentificeerd en werden strafexpedities tegen de Donatistische Kerk ondernomen. De Donatistische Kerk splitste in twee hoofdstromen, waardoor de Kerk verzwakte. Toch bleef er een strijd tussen de donatisten en de rooms-katholieken.

## De conferentie van Carthago
Om een einde te maken aan de twisten tussen de katholieken en de donatisten moest het tot een publieke confrontatie komen, een conferentie tussen de beide partijen. Keizer Honorius vaardigde een edict uit waarin de datum van een conferentie werd vastgesteld op 14 juni 410. Flavius Marcellinus moest het organiseren. Hoewel de donatisten aanvankelijk tegen de conferentie waren, gingen ze uiteindelijk akkoord. Voorafgaand aan de conferentie riep Augustinus op tot vrede. Het geheel moest op een neutrale locatie plaatsvinden: de thermen van Gargilius te Carthago. Er kwamen 279 donatistische en 281 katholieke bisschoppen. De donatisten probeerden de vergadering aanvankelijk te boycotten, wat uiteindelijk niet lukte. Dit kwam met name door het grote geduld van de voorzitter Marcellinus.
Augustinus hield een betoog waaruit maar één conclusie kon worden getrokken: de reden voor de veroordeling van de eerste bisschop door de donatisten - aan het begin van het schisma - bleek niet geldig te zijn, waardoor de grond onder het hele schisma wegviel. Aan het einde van de conferentie kwamen de katholieken als winnaars uit de bus. In het keizerlijke edict van 26 juni 411 werd gesteld dat de geldigheid van de sacramenten niet van de waardigheid van de bedienaar afhangt. Verder werd gesteld dat de donatistische bisschoppen die zich bekeerden hun kerk en titel mochten behouden. De Circumcelliones moesten worden gestraft. Hoewel er nog gedurende 10 jaar donatistisch verzet was, leek het donatisme toch ingestort te zijn.

### Na de conferentie
Na de conferentie schreef Augustinus een korte samenvatting van de bijeenkomst, Breviculus conlationis. Na verloop van tijd werd hem echter duidelijk dat de donatistische bisschoppen een eigen versie verspreidden onder hun aanhangers. Zij zeiden bijvoorbeeld dat Flavius Marcellinus was omgekocht door de katholieken; vervolgens interpreteerden zij de inhoud van de conferentie overeenkomstig hun eigen belang. Daarom schreef Augustinus een omvangrijker werk om het Donatisme te weerleggen: Contra Donatistas post conlationem. Hierin weerlegde hij punt voor punt de argumenten van de donatistische bisschoppen. Hij stelde dat de bisschoppen hun aanhangers hadden misleid en verraden. Zijn belangrijkste argumenten waren de bijbelteksten die verwezen naar een universele verspreiding van de Kerk, het gegeven dat de donatisten wel de katholieken wilden herdopen, maar niet de maximianisten en de toepassing van de parabels in Matteüs 13:24-30 en 13:47-50 op afsplitsingen, die ook in de conferentie uitgebreid waren besproken. Nieuw materiaal was zijn kritiek op andere populaire argumenten van de donatisten, die waren gevestigd op parabels als die van de "schapen en bokken" en verschillende delen uit de werken van Cyprianus.
Een vriend van Augustinus - Marcellinus, de leider van de conferentie tussen katholieken en donatisten - stimuleerde Augustinus om een boek te schrijven ter weerlegging van de heidense moeilijkheden met het christendom. Dit resulteerde in het monumentale werk De Civitate Dei ("Over de stad van God").